# Stefan Heiliger

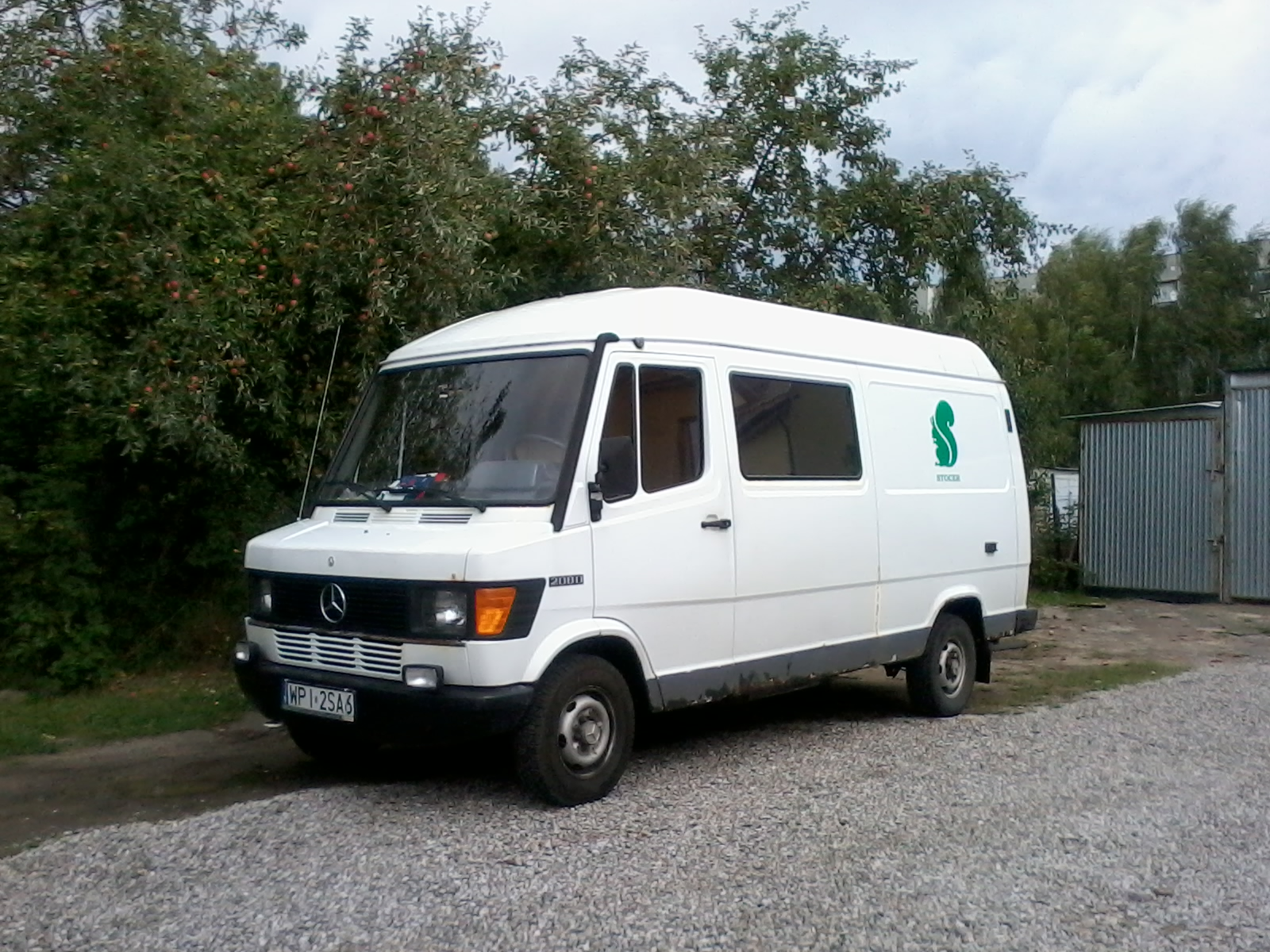
Frühwerk von Heiliger: Der Mercedes-Benz Kastenwagen 207D (T1)

Stefan Heiliger (* 1941 in Berlin) ist ein deutscher Industriedesigner, der vornehmlich Sitzmöbel entwirft.

## Leben
Heiliger wuchs als Sohn des Bildhauers Bernhard Heiliger auf. Er studierte an der Hochschule für Gestaltung Ulm und bei Wilhelm Wagenfeld in Stuttgart. Anschließend arbeitete er von 1964 bis 1977 als Automobildesigner bei Daimler, wo er u. a. den Transporter Mercedes-Benz T 1 entwarf.
1978 gründete er das Designbüro Heiliger Design in Frankfurt und spezialisierte sich auf Sitzmöbel. Ab 1974 erhielt er Lehraufträge an der Hochschule für Gestaltung Offenbach. 1977 wurde er dort Dozent und 1979 Professor. 2004 erfolgte die Emeritierung.

## Werk
Heiliger hat für nahezu alle wichtigen Hersteller von Sitzmöbel in Deutschland gearbeitet, auch im Ausland, darunter Rolf Benz, Leolux, Bonaldo, WK Wohnen, Interprofil.
Der Designkritiker Volker Fischer beschreibt die Möbel von Heiliger als „Komfort und Kalkül“ die nicht für  „Galerien und Museen“ entstanden seinen. Trotzdem befinden sich einige davon als Exponate in Museen oder wurden Archetypen des Designs. Viele der Möbel zeichnen sich durch organische Formen und aufwändige Verstellmechanismen aus.
1995 entwarf Heiliger den Schaukelstuhl Culla für die Firma Strässle. Besonderheit des Produkts ist, dass die Schaukelbewegung von links nach rechts stattfindet, dieser wird daher auch als „Wiegesessel“ bezeichnet.
Der von Heiliger entworfene Sessel Rolf Benz 3100 wird seit über 20 Jahren produziert und gilt als Klassiker.

## Ausstellungen
- Komfort und Kalkül: 30 Jahre Design Stefan Heiliger, Institut für Neue Technische Form, Darmstadt 1996
- Stefan Heiliger – Eine Retro-Perspektive, Museum für Angewandte Kunst Frankfurt
- Skulpturen im Design. Stefan Heiliger, Pinakothek der Moderne, Nürnberg 2011